# EN342
A EN342 é uma estrada nacional que integra a rede nacional de estradas de Portugal.
O seu percurso inicia-se em Soure e termina em Arganil. Esta estrada está regionalizada nos troços Louriçal - Soure e Arganil - Avô, tendo aí a designação ER342.
Provavelmente, a paisagem envolvente desde da Serra da Lousã até à serra do Açor, seja a parte da estrada mais bonita em todo o seu percurso.[carece de fontes?] Interceta algumas EN pelo caminho, sendo que o objectivo desta estrada, há décadas atrás, tenha sido o comércio de Madeira, que seria levada para Lisboa, via Linha Ferroviária do Oeste, ou para exportação para o Porto da Figueira da Foz, usando a mesma Linha Ferroviária. Muito dos troços actuais da EN342 estão em mau estado de conservação.
Em 2010 foi lançado um concurso para realização de nova rotunda na estrada.

## Variante à antiga EN342 (Lousã-Miranda do Corvo)
| Saídas                   | Direção                                       | Estrada que liga |
| ------------------------ | --------------------------------------------- | ---------------- |
| Cruz.                    | Lousã (este) - Sarnadinha                     | EN 342 (antiga)  |
|                          | Sarnadinha - Vale - Centro de Saúde da Lousã  | M553             |
|                          | Lousã (sul) - Coimbra - Foz de Arouce         | EN 236 / EN 17   |
|                          | Fontaínhas - Foz de Arouce                    | M551             |
|                          | Espinheiro - Cume                             | CM 1209          |
|                          | Padrão - Zona Industrial Alto do Padrão       | EN 342 (antiga)  |
|                          | Pegos - Padrão                                |                  |
|                          | Corvo                                         |                  |
|                          | Miranda do Corvo (este) - Meãs                | M555             |
|                          | Miranda do Corvo - Zona Industrial de Pereira | EN 17-1          |
|                          | Miranda do Corvo (norte) - Montoiro           |                  |
| Ponte sobre o rio Dueça  |                                               |                  |
| Cruz.                    | Cervajota                                     | N 342 (antiga)   |
| Sentido Lamas - Condeixa |                                               |                  |